# Markow-Modell
Ein Markow-Modell ist ein stochastisches Modell in der Biologie, den Ingenieurwissenschaften oder der Physik, das zur Modellierung sich zufällig verändernder Systeme verwendet wird. Dabei wird angenommen, dass das System eine Form der Markow-Eigenschaft erfüllt: Zukünftige Zustände hängen ausschließlich vom aktuellen Zustand und nicht von vorher eingetretenen Ereignissen ab. Im Allgemeinen ermöglicht diese Annahme besondere Schlussfolgerungen und Rechentechniken.
Stochastische Modelle der Systembiologie werden zum Beispiel häufig mithilfe der Chapman-Kolmogorow-Gleichung hergeleitet. Es folgt daraus entweder eine Mastergleichung für sprunghafte Markow-Prozesse oder die Fokker-Planck-Gleichung im Falle von stetigen Markow-Prozessen. So wird zum Beispiel die anomale Diffusion durch eine gebrochene Fokker-Planck-Gleichung dargestellt.

## Markow-Ketten
Das einfachste Markow-Modell ist die Markow-Kette. Sie modelliert den Zustand eines Systems mit einer Zufallsvariablen, die sich im Laufe der Zeit ändert. In diesem Zusammenhang legt die Markow-Eigenschaft nahe, dass die Verteilung für diese Variable nur von der Verteilung eines vorhergehenden Zustands abhängt. Ein Beispiel für die Verwendung einer Markow-Kette ist das MCMC-Verfahren. In der Populationsbiologie finden Geburts- und Todesprozesse Anwendung. 

## Hidden Markov Model
Ein Hidden Markov Model (deutsch: verborgenes Markow-Modell) ist eine Markow-Kette, bei der der Zustand nur teilweise beobachtbar ist. Mit anderen Worten, die Beobachtungen beziehen sich auf den Zustand des Systems, aber sie sind in der Regel nicht ausreichend, um den Zustand genau zu bestimmen. Es gibt mehrere bekannte Algorithmen für Hidden-Markow-Modelle. Beispielsweise berechnet der Viterbi-Algorithmus bei einer gegebenen Beobachtungssequenz die wahrscheinlichste entsprechende Zustandsfolge, der Forward-Algorithmus berechnet die Wahrscheinlichkeit der Beobachtungssequenz, und der Baum-Welch-Algorithmus schätzt die Startwahrscheinlichkeiten, die Übergangsfunktion und die Beobachtungsfunktion eines Hidden-Markow-Modells.
Eine häufige Anwendung ist die Spracherkennung, bei der die beobachteten Daten die Audiodatei (nur Gesprochenes nach Datenkompression) in Wellenform sind und der verborgene Zustand ist der gesprochene Text. In diesem Beispiel findet der Viterbi-Algorithmus die wahrscheinlichste Sequenz von gesprochenen Wörtern angesichts des Sprachaudios.